# Holma
Holma bispicata es una especie de araña araneomorfa de la familia Linyphiidae. Es el único miembro del género monotípico Holma.

## Distribución
Es un endemismo de Angola.